# Frank Parker (acteur)
Frank Parker (Darby (Pennsylvania), 1 juli 1939 - Vacaville, 16 september 2018) was een Amerikaanse acteur.
In 1983 vervoegde hij de cast van Days of our Lives als Shawn Brady, hoofd van de Brady-clan. Een jaar later verliet hij de serie om er weer terug te keren in 1985. Ook in 1989 nam hij weer kort afscheid van de serie en maakt sinds 1990 opnieuw deel uit van de cast. Zijn rol was echter beperkt en hij verscheen slechts enkele episodes per maand en soms nog minder. In februari 2008 overleed zijn personage in de serie.
Parker was ook te zien in The Young and the Restless en General Hospital.
Hij had 3 dochters, Candace (1982-1999) en de tweeling Lindsay en Danielle (1984). Hij overleed in 2018 aan de gevolgen van Parkinson en dementie.